# Stripped (Depeche Mode)
"Stripped" je pjesma sastava Depeche Mode iz 1986. s albuma Black Celebration. 1998. ju je obradio njemački sastav Rammstein.